# Serra del Mal Bosc
La Serra del Mal Bosc és una serra situada als municipis de Rabós i Vilamaniscle a la comarca de l'Alt Empordà, amb una elevació màxima de 391 metres.